# Événements du 8 novembre 2010 à Laâyoune
Conflit au Sahara occidental
Les « événements du 8 novembre 2010 à Laâyoune » sont des affrontements qui se sont tenus à la ville de Laâyoune et qui ont opposé des manifestants sahraouis, dont des membres du Front Polisaro, aux autorités  marocaines, après que ces dernières eurent démantelé le campement de protestation de Gdim Izik, situé à 12 km de la ville.
Selon les autorités marocaines, ces émeutes ont fait 11 morts et 159 blessés parmi les forces de l'ordre, auxiliaires et pompiers, ainsi que 2 civils tués,. Pour le Front Polisario, 36 Sahraouis ont été tués et 163 autres emprisonnés.

## Contexte
Le 10 octobre 2010, plusieurs dizaines de personnes installent des tentes, en signe de protestation contre leurs conditions de vie, au camp Gdim Izik, à 12 km à l'est de Laâyoune, Chef-lieu de la région de Laâyoune-Boujdour-Sakia el Hamra dans la direction de la ville de Es-Semara, ville du Sahara occidental contrôlée par le Maroc. Après quelques semaines, ils étaient jusqu'à 3 000 tentes abritant 15 000 personnes selon les observateurs des Nations-Unies. Selon les sources marocaines, les revendications étaient exclusivement d'ordre socio-économique (logements, emplois dans la fonction publique, distribution des  cartes de l’Entraide nationale). Sur cette base, un dialogue a été établi avec les autorités.
Cependant, la tension est montée d'un cran le 24 octobre 2010 quand un adolescent de 14 ans, Al-Nagem Al-Qarhi, est tué par la gendarmerie alors qu'il essaie de s'introduire dans le camp. Selon les autorités marocaines, la gendarmerie aurait été contrainte de riposter : « Les individus en question étaient à bord de deux voitures. Une balle a été tirée à partir de l'un des véhicules, ce qui a contraint les forces de l'ordre à riposter ». Selon Amnesty International, les jeunes ne faisaient qu'apporter des vivres à leurs familles et la balle fatale a été tirée à bout portant.

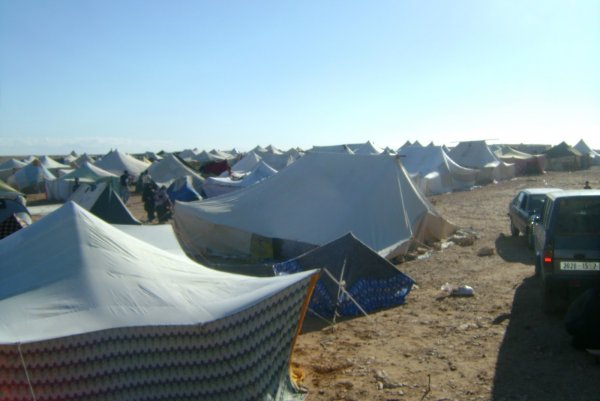
Le camp de Gdim Izik en octobre 2010

## Déroulement
Le lundi 8 novembre 2010, l'assaut par les gendarmes marocains et forces auxiliaires en tenue anti-émeute est donné à 6h45 du matin (heure locale) pour démanteler le camp. Les forces de l'ordre n'ont pas fait usage d'armes à feu, selon les observateurs de l'ONU (seuls les matraques, canons à eau et tirs de gaz lacrymogènes ont été utilisés).
Les affrontements ont alors éclaté dans le camp. Les émeutiers étaient quelques dizaines, le visage dissimulé, armés de pierres, sabres, bâtons, cocktails Molotov, bonbonnes de gaz et circulant à bord de véhicules tout-terrain conduits à grande vitesse pour faucher les forces publiques.
Selon le wali, cette opération a permis à 3 000 membres des forces de l'ordre d'évacuer un camp de 6 000 personnes en moins d'une heure.
A partir de 8h30, les émeutiers envahissent les quartiers de la ville de Laâyoune et procèdent à l'incendie et la destruction de plusieurs voitures, bâtiments administratifs et privés. Certains d'entre eux scandent des propos en faveur de l'indépendance du Sahara occidental.
Vers 15h, les forces de l'ordre parviennent à contrôler la situation et à sécuriser la ville.
Le lendemain, les autorités déclarent que le calme est revenu à la ville et à ses alentours.
Par ailleurs, les forces marocaines agissent en représailles. Plusieurs personnes arrêtées sont passées à tabac jusqu'à perdre connaissance. La police ainsi que des civils ont attaqué des sahraouis dans leurs maisons à Laâyoune.
Ces événements sont survenus le même jour de la tenue de la 3e réunion informelle, préparatoire au 5e round de négociations entre le Maroc et le Front Polisario à Manhasset près de New York, visant à trouver une solution politique et définitive au différend au sujet du Sahara Occidental.

## Bilan
Le bilan officiel communiqué par les autorités marocaines (Ministère de l'Intérieur) fait état de onze morts dans les rangs des forces de l'ordre (éléments de la Gendarmerie Royale et des forces auxiliaires) et de la protection civile, et 70 blessés parmi celles-ci, alors que quatre civils ont été blessés. Une vidéo publiée par le Ministère de l'Intérieur ainsi que des photos et vidéos circulant sur internet montrent des manifestants se livrant à des actes de violence et de lynchage sur les forces de l'ordre, dont particulièrement un élément des forces auxiliaires jonchant le sol, égorgé à coups de couteau ou encore des dépouilles d'éléments de la protection civile souillées par des manifestants.
Toujours selon la même source, un seul civil (Baby Hamadi Buyema, un cadre de l'Office Chérifien des Phosphates (OCP)), a trouvé la mort durant la même journée à son heurt par un véhicule dans l'une des artères de la ville de Laâyoune où se sont déroulés les troubles. Le ministère espagnol des Affaires étrangères et de la Coopération a demandé que des éclaircissements soient apportés concernant les circonstances de ce décès, vu que la victime possède une carte d'identité espagnole.
Un deuxième civil devait décéder à la suite des complications d'une pneumonie aiguë selon un rapport médico-légal.
Ce bilan est contesté par le Front Polisario qui évoque un grand nombre de victimes civiles, sans les identifier pour autant.
Dans une lettre adressée le lundi 15 novembre 2010 au Conseil de sécurité de l'ONU, le représentant du Polisario, Ahmed Boukhari, précise que plus de 36 Sahraouis avaient été tués et que 163 autres ont été détenus.
Pour l'envoyée spéciale du quotidien Le Monde, ces chiffres sont « invérifiables ».
Le Directeur de la division urgences au sein de l'Organisation internationale Human Rights Watch (HRW), Peter Bouckaert, « soutient largement » le bilan des morts fourni par les autorités marocaines, en liaison avec les événements qu'a connus la ville de Laâyoune, rapporte le Washington Post. Dans une déclaration par téléphone depuis Laâyoune, M. Bouckaert a laissé entendre que « les chiffres avancés par le Polisario sont exagérés », indique le journal américain. Le même responsable a tenu à préciser au Washington Post que « les rumeurs faisant état de cadavres dans les morgues sont dénuées de tout fondement » insistant que « des interviews réalisées à ce sujet avec des individus (à Laâyoune - sous contrôle marocain, de facto) n'étayent pas ces assertions ».
Dans son rapport sur les évènements, l'Association marocaine des droits humains confirme le décès de 13 personnes, dont onze dans les rangs des forces publiques et deux civils. Elle relève des cas de disparitions, tortures, garde à vue prolongées au-delà du délai légal de la part des forces marocaines. Des défenseurs des droits de l'homme ont été attaqués par la police, qui a par ailleurs commis un viol par l’introduction d'une bouteille d'une boisson gazeuse selon l'AMDH. Des enfants ont également été victimes de la violence des forces publiques. Elle confirme aussi que des journalistes dont Ali Lmrabet ont été écartés. L'AMDH constate aussi les destructions matérielles.

## Procès
24 activistes interpelés au cours de cette journée ont été jugés par le Tribunal militaire de Rabat en 2013. Ils ont été reconnus coupables des faits suivants : constitution de bandes criminelles, de violences sur des forces de l'ordre ayant entraîné la mort avec préméditation et mutilation de cadavres.
Le 17 février 2013, ce même Tribunal militaire a donc prononcé des peines allant de 20 ans de prison ferme jusqu'à la perpétuité contre les accusés. Ceux-ci ayant introduit un pourvoi en cassation, la Cour de cassation a rendu son arrêt le 27 juillet 2016, explicitant que le jugement n’était pas suffisamment motivé et elle en a prononcé la cassation. Au même moment, le Code de justice militaire a été adopté dans la dynamique des recommandations du Conseil national des Droits de l'Homme (CNDH) empêchant des civils d'être jugés par un tribunal militaire. La Cour de cassation a donc décidé de renvoyer l’"affaire de Gdeim Izik" devant la Chambre criminelle de la Cour d’appel de Salé.
Le 26 décembre 2016, le procès des accusés s'ouvre et la Chambre criminelle décide de reporter l'examen au 23 janvier 2017. Poursuivi jusqu’en juillet, le procès s’est achevé par un verdict en date du 18 juillet condamnant les accusés à des peines allant de deux ans de prison ferme à la perpétuité. Tout particulièrement attendu sur ce procès quant au respect des droits de la défense, le Royaume du Maroc l'a ouvert à plusieurs associations des droits de l’Homme, d’ONG et d’organisations indépendantes nationales comme internationales.
À ce titre, l'Association pour la promotion des libertés fondamentales souligne le respect du principe et des règles du procès équitable, et insiste sur la procédure qui "a observé toutes les garanties d'un procès "équitable que donne l'État de droit au sens notamment de l'article 10 de la Déclaration universelle des droits de l'Homme".
Le 2 octobre 2023, L’ONU Appelle dans une note à libérer des manifestants indépendantistes sahraouis, des membres du groupe dit de Gdeim Izik, qui avaient été déclarés coupables du meurtre de membres des forces de l’ordre marocain pendant le démantèlement du camp de Gdeim Izik par des tribunaux marocains en 2013, et emprisonnés depuis.

## Censure
De nombreux journalistes, notamment espagnols, ont été empêchés de se rendre sur place par les autorités marocaines :
- Le ministère marocain de la Communication retire son accréditation au correspondant du quotidien ABC et de la radio espagnole RNE, Luis de Vega, pour « pratique de l'animosité et la falsification des faits », dans la couverture de la crise au Sahara.
- Le 25 octobre 2010, la RAM, compagnie aérienne gouvernementale, bloque l’embarquement à Casablanca de sept journalistes espagnols.
- Le ministère de la Communication annonce, le 29 octobre 2010, la fermeture des locaux de la chaîne qatarie d’information en continu Al Jazeera, ainsi que du retrait des accréditations de tous ses journalistes.
- Le 8 novembre au matin, le correspondant du journal émirati The National, John Thorne, ainsi que le collaborateur marocain de l'ONG Human Rights Watch, ont été pris pour cibles par la police.
- Le député européen Willy Meyer, et trois journalistes espagnols du quotidien Canarias 7 qui l'accompagnaient, ont été interdits de débarquer à l'aéroport de Casablanca le 8 novembre 2010.
- Aux alentours du 8 novembre 2010, 11 correspondants de journaux espagnols se sont vu refuser de se rendre à Laâyoune par voie aérienne.
- Le 11 novembre 2010, une journaliste française et deux journalistes espagnols du quotidien la Vanguardia et de la Catalunya Radio, ont été empêchés d’embarquer pour Laâyoune.
- Trois journalistes de la chaîne espagnole SER, Angels Barceló, Nicolás Castellano et Angel Cabrera, ont été expulsés le 12 novembre 2010.

## Réactions
- Le 9 novembre 2010 : Le ministre français des affaires étrangères, Bernard Kouchner, a qualifié ces heurts de « très graves ». « Il y a un problème d'urgence : à Laâyoune, les chocs ont été très violents ; les incidents, très graves. On ignore, à la fois dans le camp de toile et dans la ville, le nombre des blessés et le nombre des morts », a déclaré le ministre lors d'une séance de questions à l'Assemblée nationale française[32].

- La ministre des Affaires étrangères espagnole Trinidad Jimenez a appelé à « la retenue et au calme », depuis la Bolivie où elle était en visite. Elle a souligné la nécessité de reprendre le dialogue « pour éviter que le conflit ne dégénère »[33].

- Le 12 novembre 2010 : L'agence de presse espagnole EFE diffuse une photo d'enfants blessés à la tête recevant des soins dans un hôpital, prétendant qu'il s'agit de « victimes de la répression marocaine », une photo reprise par les grands journaux espagnols (dont les journaux El País[34] et El Mundo[35]). Or, il s'est avéré par la suite que cette photo est celle d'enfants de Gaza, victimes d'une opération israélienne en 2006[36]. La responsable du service "Photo" d'"EFE", Rosario Pons, a reconnu, dans un entretien téléphonique avec L'agence de presse Andalus Press qu'EFE ne dispose d'aucun photographe à Laâyoune, et qu'elle a alimenté sa couverture de ces incidents, sur le plan de l'image, en téléchargeant certaines photos de sites électroniques et de blogs[37].

- Le 13 novembre 2010, la chaîne TV espagnole Antena 3 diffuse dans un journal télévisé une image montrant trois cadavres amoncelés et qui sont attribués aux événements de Laâyoune[38]. En fait, cette photo était prise lors d'un fait divers de l'assassinat d'un individu de ses proches dans le quartier de Sidi Moumen à Casablanca, publiée par le journal marocain Al Ahdath Al Maghribia en date du 26 janvier 2010[39],[40].

À la suite de ces publications, le gouvernement marocain (Ministère de la Communication, porte-parole du gouvernement) a fait part de sa condamnation des dérives de certains médias espagnols de s'être livrés à déformer la réalité des informations relatives au dossier du Sahara de façon systématique, non professionnels et malintentionnée sur le plan journalistique.
- Le 15 novembre 2010 : Le Front Polisario réclame une enquête des Nations unies sur ces incidents et menace de revoir son rôle dans les pourparlers de paix avec le Maroc, dans l'hypothèse où ces derniers ne débouchent pas rapidement sur des résultats. Il souhaite que le Conseil de sécurité de l'ONU dépêche au Sahara occidental une mission d'information afin de « procéder à un compte rendu autorisé des événements de la semaine dernière ». « La mission devra établir si le démantèlement du campement, installé pour demander des emplois et de meilleurs services, a violé le cessez-le-feu de 1991, conclu sous le patronage de l'ONU, entre le Maroc et le Polisario » ajoute le représentant du Polisario[42]. Le gouvernement marocain, par la voix de son ministre de la Communication Khalid Naciri, avait déjà fait savoir qu'il s'opposerait à une telle enquête[43]. Le 17 novembre 2010, le Conseil de sécurité de l'ONU a « déploré » les violences lors du démantèlement du camp de Gdim Izik mais n'a pas ouvert d'enquête comme le réclamait le Front Polisario[44].

- Le 25 novembre 2010 : Le parlement européen adopte une résolution exprimant « sa profonde préoccupation » face à la nette détérioration de la situation au Sahara occidental et « condamnant fermement » les violents incidents. Tout en faisant observer que le parlement marocain a mis en place une commission d'enquête, les députés estiment que l'Organisation des Nations unies est l'organe le plus approprié pour mener une enquête internationale et indépendante sur les événements, les décès et les disparitions[45]. Cette résolution a été rejetée par le gouvernement marocain qui l'a jugée « précipitée et partiale »[46].

- Le 26 novembre 2010 : Le roi du Maroc nomme Khalil Dkhil au poste de gouverneur de Lâayoune en remplacement de Mohamed Jelmouss[47]. Khalil Dkhil est le premier sahraoui  à accéder à cette position dans la capitale du Sahara[48].

- Le 18 novembre 2010 : Une manifestation, regroupant plusieurs centaines de milliers d'individus (2,5 millions selon la police), est organisée dans la ville de Casablanca pour protester contre le vote du parlement européen en faveur d'une enquête de l'ONU. À cette occasion, Le parti de l'Istiqlal du premier ministre Abbas El Fassi et quinze autres formations politiques ont publié un communiqué conjoint condamnant le Parti populaire espagnol pour son « activisme effréné contre le Maroc »[49].

- Le 29 novembre 2010, Le gouvernement marocain a dénoncé « le comportement malhonnête » des journaux espagnols El País et El Mundo qui refusent de publier les démentis et mises au point adressées par les autorités marocaines, tout en précisant que leurs deux correspondants espagnols, présents à Laâyoune à cette date, n'ont cessé de publier « un torrent de contrevérités sur les événements de Laâyoune et refusent délibérément de reconnaître leurs errements passés »[50].

- Le 7 janvier 2011, le gouvernement espagnol indique qu'un groupe de 20 immigrés sahraouis, arrivés mercredi d'avant par mer sur l'île espagnole de Fuerteventura aux Îles Canaries, ont demandé l'asile politique aux autorités espagnoles : "Il y a 20 Sahraouis qui ont demandé l'asile politique" a déclaré le numéro deux du gouvernement espagnol et ministre de l'Intérieur Alfredo Pérez Rubalcaba. "Le gouvernement traitera ces demandes conformément à la loi", a-t-il ajouté à l'issue d'un conseil des ministres. La presse espagnole avait fait état de 16 demandes d'asiles parmi ce groupe parvenu clandestinement à l'île des Canaries par bateau, après avoir vécu « cachés » à Laâyoune. Les immigrés basent leur demande sur le fait qu'ils ont participé au campement de Gdim Izik et  qu'ils craignent pour leur « intégrité physique » en cas de rapatriement, a rapporté le quotidien El Pais. Selon le journal ABC, les demandeurs ont expliqué aux autorités espagnoles qu'ils fuyaient « la répression » et qu'ils se « cachaient » depuis plusieurs semaines à Laâyoune[51].

## Commission parlementaire marocaine d'enquête sur les événements
Le 12 janvier 2011, la commission parlementaire d'enquête sur les événements du camp de Gdeim Izik et de la ville de Laâyoune, a présenté son rapport sur ces évènements, lors d'une séance plénière à la Chambre des représentants. Pendant plus de 45 jours, la commission a entendu quelque 122 témoignages, notamment celui du wali régional, du procureur, et des ministres de l'Intérieur et des Affaires étrangères.